# Telururo de plomo
El telururo de plomo es un compuesto de plomo y telurio (PbTe). Cristaliza en la estructura cristalina de NaCl con átomos de Pb ocupando el catión y Te formando la red aniónica. Es un semiconductor de brecha estrecha con una brecha de banda de 0,32 eV. Se encuentra de forma natural en el mineral altaita.

## Propiedades
- Constante dieléctrica ~1000.
- Masa efectiva del electrón ~ 0,01me
- Movilidad de los huecos, μp = 600 cm2 V-1 s-1 (0 K); 4000 cm2 V-1 s-1 (300 K)

## Aplicaciones
El PbTe ha demostrado ser un material termoeléctrico intermedio muy importante. El rendimiento de los materiales termoeléctricos puede evaluarse mediante la figura de mérito, {\displaystyle ZT=S^{2}\sigma T/\kappa } en la que {\displaystyle S} es el coeficiente Seebeck, σ \sigma es la conductividad eléctrica y κ \kappa es la conductividad térmica. Para mejorar el rendimiento termoeléctrico de los materiales, es necesario maximizar el factor de potencia ( {\displaystyle S^{2}\sigma }) y minimizar la conductividad térmica.
El sistema PbTe puede optimizarse para aplicaciones de generación de energía mejorando el factor de potencia mediante ingeniería de banda. Se puede dopar tanto con dopantes de tipo n como de tipo p. Los halógenos se utilizan a menudo como dopantes de tipo n. PbCl2, PbBr2 y PbI2 se utilizan habitualmente para producir centros donantes. Otros agentes dopantes de tipo n, como Bi2Te3, TaTe2, MnTe2, sustituirán al Pb y crearán sitios vacantes de Pb sin carga. Estos sitios vacantes se llenan posteriormente con átomos del exceso de plomo y los electrones de valencia de estos átomos vacantes se difundirán a través del cristal. Los agentes dopantes de tipo p más comunes son Na2Te, K2Te y Ag2Te. Sustituyen al Te y crean sitios vacantes de Te sin carga. Estos sitios se llenan con átomos de Te que se ionizan para crear huecos positivos adicionales.Con la ingeniería de brecha de banda, se ha informado de que el zT máximo del PbTe es de 0,8 - 1,0 a ~650K.
En colaboración con la Universidad Northwestern, se ha aumentado el zT del PbTe reduciendo significativamente su conductividad térmica mediante una "arquitectura jerárquica a toda escala". Con este método, los defectos puntuales, los precipitados a nanoescala y los límites de grano a mesoescala se introducen como centros de dispersión efectivos para fonones con diferentes trayectorias libres medias, sin afectar al transporte de portadores de carga. Aplicando este método, el valor récord de zT del PbTe que se ha alcanzado en el sistema PbTe-SrTe dopado con Na es de aproximadamente 2,2.
Además, el PbTe también se alea a menudo con estaño para fabricar telururo de plomo y estaño, que se utiliza como material detector de infrarrojos.